# Richard Kiley
Richard Paul Kiley (31. března 1922, Chicago, Illinois, USA – 5. března 1999, Warwick, New York) byl americký divadelní, televizní a filmový herec. Nejznámější je však jako dabér a vypravěč, který namluvil množství dokumentárních seriálů. Během své kariéry získal mnohá ocenění, včetně Emmy a Golden Globe, zejména za práci v televizi. V románu i filmu Jurský park je přímo uveden jako autor hlasu, který provází návštěvníky parku. Jeho hlas skutečně provází turisty na stejnojmenné atrakci ve studiích Universal. Zemřel na onemocnění kostní dřeně v 76 letech.
V roce 1993 zahrál postavu Gideona Seyetika v epizodě „Druhý pohled“ seriálu Star Trek: Stanice Deep Space Nine.